# 타이베이 타임스
타이베이 타임스(영어: Taipei Times, 중국어: 台北時報)는 중화민국 (타이완)의 영자 신문이다. 1999년 6월 15일에 창간되었다.